# We Are the World
"We Are the World" là một đĩa đơn từ thiện do siêu nhóm nhạc USA for Africa thu âm vào năm 1985. Ca khúc do Michael Jackson và Lionel Richie sáng tác và được Quincy Jones cùng Michael Omartian sản xuất cho album We Are the World. Với doanh số bán trên 20 triệu bản, đây là một trong số 10 đĩa đơn bán chạy nhất mọi thời đại trên toàn cầu.
Sau dự án "Do They Know It's Christmas?" của siêu nhóm nhạc Band Aid ở Anh, nhạc sĩ và nhà hoạt động xã hội Harry Belafonte nảy ra ý tưởng làm một đĩa đơn từ thiện của Mỹ để hỗ trợ công tác giảm thiểu nạn đói ở châu Phi. Ông, cùng với nhà gây quỹ Ken Kragen, là những người đóng vai trò quan trọng trong việc đưa ý tưởng này trở thành hiện thực. Hai người sau đó đã liên hệ với một số nhạc sĩ, và cuối cùng giao cho Jackson và Richie sáng tác ca khúc này. Cặp đôi này viết xong ca khúc "We Are the World" chỉ bảy tuần sau khi "Do They Know Its Christmas" được phát hành, và ngay ngày hôm sau (21 tháng 1 năm 1985), buổi thu âm đầu tiên của ca khúc được thực hiện. (Buổi cuối cùng là vào ngày 28 tháng 1 năm 1985). Sự kiện mang tính lịch sử này quy tụ một vài trong số những ca sĩ nổi tiếng nhất của nền công nghiệp âm nhạc thời bấy giờ.
"We Are the World" được phát hành vào ngày 7 tháng 3 năm 1985 và là đĩa đơn duy nhất của album này. Ca khúc đã thu được thành công về thương mại trên toàn cầu, đứng đầu các bảng xếp hạng trên khắp thế giới và trở thành đĩa đơn pop của Mỹ bán nhanh nhất trong lịch sử. Là đĩa đơn đầu tiên được chứng nhận bạch kim nhiều lần, "We Are the World" được chứng nhận bốn lần Bạch kim từ Hiệp hội Công nghiệp ghi âm Hoa Kỳ. Tuy nhiên, ca khúc chỉ nhận được đánh giá trung bình từ các nhà báo và các nhà phê bình âm nhạc. Người hâm mộ cảm thấy thích thú khi được nghe các ca sĩ đến từ nhiều chủng tộc và hát nhiều thể loại nhạc khác nhau cùng hoà giọng trong một bài hát, và cảm thấy hài lòng khi mua ca khúc "We Are the World" vì biết rằng doanh thu sẽ được dùng cho mục đích từ thiện. Một số người, trong đó có các nhà bình luận của những tờ báo chuyên về rock, tỏ ra thất vọng vì ngay từ đầu ca khúc đã không đề cập tới những lý do vì sao xảy ra nạn đói, và cho rằng lời bài hát có yếu tố tự đề cao.
"We Are the World" nhận được nhiều giải thưởng —bao gồm ba giải Grammy, một giải thưởng Âm nhạc Mỹ và một giải Sự lựa chọn của Công chúng. Ca khúc được quảng bá bằng một video âm nhạc được đánh giá chuyên môn tốt, một video giải trí tại gia, một tạp chí số đặc biệt, một chương trình phát thanh đồng thời quy mô lớn, cùng rất nhiều sách, áp phích và áo phông. Chương trình quảng bá và các sản phẩm phụ trên đã góp phần vào thành công của "We Are the World" và quyên góp được trên 63 triệu USD cho các chương trình hỗ trợ nhân đạo ở châu Phi và Hoa Kỳ.
Sau những tổn thất do trận động đất mạnh 7,0 Mw (tương đương 7,0 độ Richter) xảy ra ở Haiti vào ngày 12 tháng 1 năm 2010, một bản phối lại của ca khúc cũng do một dàn "sao" khác thể hiện được thu âm vào ngày 1 tháng 2 năm 2010. Được đặt tên là "We Are the World 25 for Haiti", ca khúc mới này được phát hành dưới dạng đĩa đơn vào ngày 12 tháng 2 năm 2010, và lợi nhuận từ đĩa đơn mới này được sử dụng để hỗ trợ những người sống sót ở quốc gia rất nghèo Haiti.

## Ý tưởng, bối cảnh và quá trình sáng tác

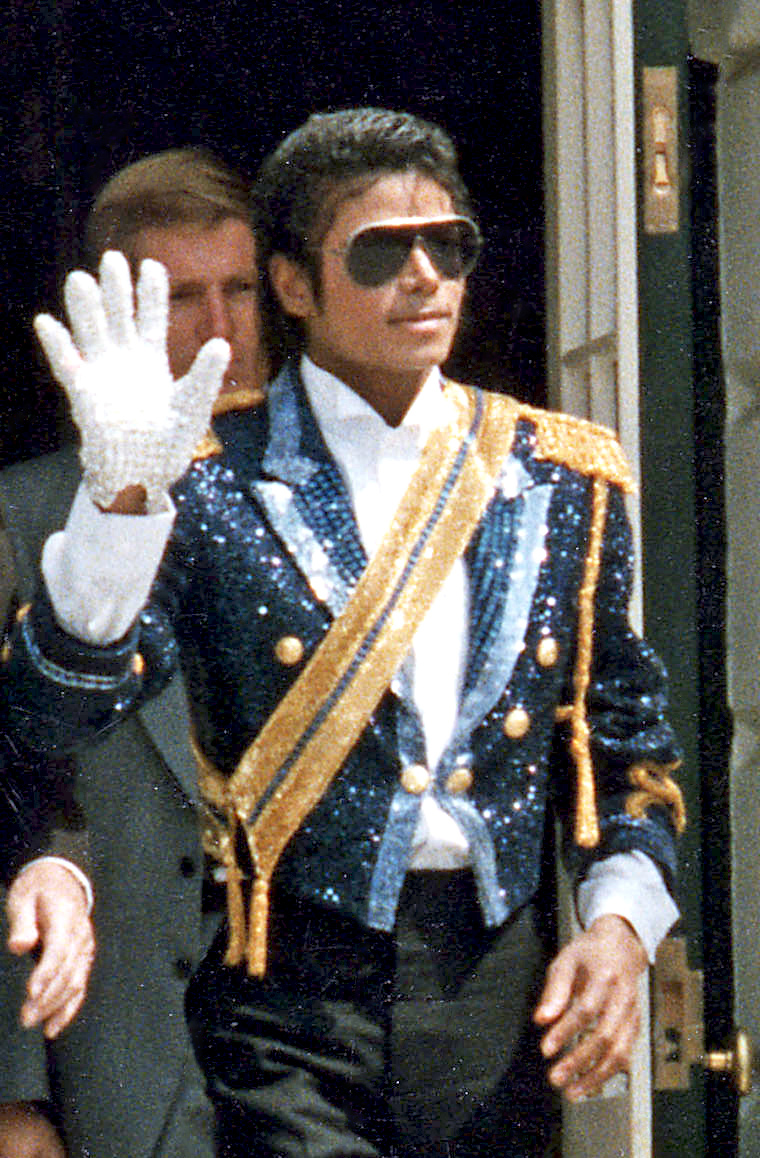
Michael Jackson, ảnh chụp năm 1984, vài tháng trước khi anh cùng Lionel Richie sáng tác ca khúc "We Are the World".

Trước khi "We Are the World" được sáng tác, nhân vật giải trí và nhà hoạt động xã hội người Mỹ Harry Belafonte đã ấp ủ ý tưởng tìm một dịp để mời các ca sĩ nổi tiếng nhất của nền công nghiệp âm nhạc thời bấy giờ thu âm chung một ca khúc. Ông dự định sẽ dùng lợi nhuận thu được để thành lập một tổ chức mới có tên gọi Liên hiệp các nghệ sĩ ủng hộ châu Phi (United Support of Artists for Africa - USA for Africa). Tổ chức phi lợi nhuận này sau đó sẽ cung cấp thực phẩm và hỗ trợ những người dân đang thiếu đói ở châu Phi, đặc biệt là đất nước Ethiopia, nơi đã có khoảng một triệu người thiệt mạng trong nạn đói xảy ra năm 1983–1985 ở quốc gia này. Và ý tưởng này đã được hiện thực hoá sau khi Belafonte nghe nói đến dự án "Do They Know It's Christmas" của nhóm nhạc Band Aid ở Vương quốc Anh. Theo kế hoạch của nhà hoạt động xã hội này, một phần lợi nhuận thu được cũng sẽ được dùng để giúp giảm thiểu nạn đói ở Hoa Kỳ. Belafonte liên hệ với Ken Kragen, bạn ông đồng thời là một giám đốc giải trí và nhà gây quỹ. Kragen đã mời hai ca sĩ Lionel Richie và Kenny Rogers—họ cũng chính là hai ca sĩ thuộc quyền quản lý của Kragen—tham gia dự án âm nhạc của Belafonte. Kragen và hai nghệ sĩ này đồng ý giúp đỡ Belafonte thực hiện ý tưởng, và đổi lại, họ yêu cầu mời thêm Stevie Wonder để giúp dự án có tiếng vang hơn với sự xuất hiện của những tên tuổi nổi tiếng. Quincy Jones được phân công đồng sản xuất ca khúc, và do đó ông đã tạm hoãn công việc của mình cho bộ phim The Color Purple. Richie còn gọi điện thoại cho Michael Jackson, người vừa ra mắt album rất thành công về thương mại có tên gọi Thriller và mới trở về từ tour diễn Victory Tour cùng các anh em của mình.
Jackson tiết lộ với Richie rằng anh không chỉ muốn biểu diễn ca khúc mà còn muốn tham gia vào việc sáng tác. Ban đầu, "We Are the World" dự định sẽ do Jackson, Richie, và Wonder sáng tác. Tuy nhiên, do Wonder không có nhiều thời gian tham gia dự án, nên chỉ có Jackson và Richie tiếp tục đảm nhiệm công việc này. Họ bắt đầu sáng tác "We Are the World" ở Hayvenhurst, trong ngôi nhà của gia đình Jackson tại Encino. Trong suốt một tuần, cả hai người đêm nào cũng thức để sáng tác lời ca và giai điệu của ca khúc trong phòng ngủ của Jackson. Họ ý thức rằng họ phải viết một ca khúc vừa dễ hát và dễ nhớ. Cả hai nghệ sĩ muốn viết một bài hát theo kiểu thánh ca. Chị gái của Jackson La Toya quan sát hai người sáng tác, và để ý rằng Richie chỉ sáng tác có vài dòng cho ca khúc. Cô cho rằng em trai mình đã viết đến 99% lời bài hát, "nhưng cậu ấy cảm thấy không cần phải cho mọi người biết việc này". La Toya còn bình luận thêm về quá trình sáng tác bài hát trong một buổi phỏng vấn với tạp chí tin tức về các nhân vật nổi tiếng của Mỹ People. "Tôi vào phòng khi họ đang sáng tác và thấy rất yên tĩnh, điều này thật khác thường, bởi khi làm việc Michael thường rất vui vẻ. Có lẽ lúc đó họ đang rất xúc động."
Richie đã thu âm lại hai giai điệu cho ca khúc "We Are the World" do Jackson thực hiện, bổ sung thêm nhạc và lời cho ca khúc, tất cả trong cùng một ngày. Jackson từng nói, "Tôi thích làm việc một cách nhanh chóng. Tôi làm mà thậm chí ngay cả Lionel cũng không biết, vì tôi không đợi được. Tôi vào phòng rồi bước ra với ca khúc đã hoàn thiện—với trống, piano, dàn dây, và lời cho phần điệp khúc—ngay trong một đêm." Sau đó Jackson đưa bản thu thử (demo) tới cho Richie và Jones nghe, cả hai đều bị sốc; họ không ngờ ngôi sao nhạc pop lại có thể vạch ra cấu trúc cho bài hát nhanh tới vậy. Các buổi làm việc tiếp theo giữa Jackson và Richie không mấy hiệu quả; bộ đôi nghệ sĩ không sáng tác thêm được lời ca nào mới và mọi việc không có gì tiến triển. Phải đến đêm 21 tháng 1 năm 1985 Richie và Jackson mới hoàn thành lời ca và giai điệu cho "We Are the World" chỉ trong vòng hai tiếng rưỡi, một ngày trước buổi thu âm đầu tiên của ca khúc.

## Quá trình thu âm
Buổi thu âm đầu tiên diễn ra vào đêm ngày 22 tháng 1 năm 1985 với an ninh nghiêm ngặt, khi Richie, Jackson, Wonder, và Jones bắt đầu thực hiện ca khúc "We Are the World" tại Phòng thu Lion Share Recording Studio của Kenny Rogers. Phòng thu nằm trên Đại lộ Beverly ở California này chật kín các ca sĩ, kỹ thuật viên, quay phim, các trợ lý và các nhà tổ chức khi bốn nghệ sĩ trên bước vào. Bắt đầu buổi làm việc, một đoạn băng "hát mẫu" ca khúc "We Are the World" được Richie và Jackson thu âm rồi sao ra cho mỗi nghệ sĩ được mời tới một bản. Bản hát mẫu này phải thu tới lần thứ sáu mới xong, bởi Quincy Jones cảm thấy các bản thu âm trước đó có phần hơi "suy tư" nhiều quá.

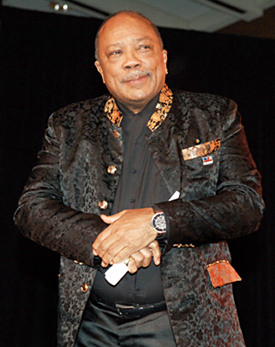
Quincy Jones là một trong những nhân vật chủ chốt trong quá trình sản xuất và thu âm ca khúc "We Are the World".

Sau khi thực hiện bản thu mẫu xong, Jackson và Jones bắt đầu nghĩ tới các phương án thay thế khác cho câu hát "There's a chance we're taking, we're taking our own lives" (Có một cơ hội chúng ta đang huỷ hoại, chúng ta đang huỷ hoại chính sinh mạng của chính mình): cả hai đều cho rằng vế sau của câu hát trên có thể bị coi là một sự ám chỉ tới hành động tự sát. Khi cả nhóm cùng nghe lại bản thu âm điệp khúc, Richie cho rằng vế sau của câu hát trên nên sửa lại thành "We're 'saving' our own lives" (Chúng ta đang 'cứu lấy' cuộc sống của chính mình), ý kiến này được các nghệ sĩ đồng nghiệp của anh tán thành. Nhà sản xuất Jones cũng gợi ý rằng nên sửa cả vế trước của câu hát. "Một điều chúng ta không muốn làm, nhất là với một dàn nghệ sĩ như thế này, đó là làm ra vẻ chúng ta đang tự vỗ lưng nhau. Vậy nên sửa là, 'There's a choice we're making' (Chúng ta đang đứng trước một sự lựa chọn)." Đến khoảng một rưỡi sáng, bốn nghệ sĩ kết thúc đêm thu âm bằng việc hoàn thiện đoạn điệp khúc hòa giọng của ca khúc, bao gồm cả những âm thanh đệm vào như "sha-lum sha-lin-gay". Jones tuyên bố với cả nhóm rằng họ sẽ không thêm thắt gì vào bản thu âm cũ nữa. Ông nói: "Nếu chúng ta làm tốt, sẽ có người đưa bài hát lên sóng radio phát thanh".
Ngày 24 tháng 1 năm 1985, sau một ngày nghỉ ngơi, Jones gửi bản hát mẫu của Richie và Jackson cho tất cả các nghệ sĩ tham gia thu âm ca khúc "We Are the World". Kèm theo gói hàng là một bức thư của Jones, gửi tới "Những người nghệ sĩ đồng nghiệp của tôi":
| “ | Các băng cassette đều đã được đánh số, và tôi không thể diễn tả hết tầm quan trọng của việc giữ gìn cẩn thận cuộn băng này và không để nó lọt ra ngoài. Xin đừng sao chép chúng, và hãy gửi lại nó cho tôi vào đêm ngày 28. Trong một vài năm nữa, khi con cái anh chị hỏi, 'cha mẹ đã làm gì cho cuộc chiến chống lại đói nghèo trên thế giới?', các anh chị có thể tự hào trả lời rằng, đây chính là đóng góp của anh chị. | ” |

Ken Kragen chủ trì một buổi gặp mặt bàn về kế hoạch sản xuất tại một căn nhà một tầng trên Đại lộ Sunset vào ngày 25 tháng 1 năm 1985. Tại đây, Kragen và nhóm của ông thảo luận xem nên chọn nơi nào để tổ chức buổi thu âm với siêu ban nhạc gồm rất nhiều nghệ sĩ sắp tới. Ông phát biểu, "Thông tin đáng ngại duy nhất bây giờ là chúng ta sẽ làm việc này ở đâu. Nếu ai cũng biết địa điểm thu âm đó, chúng ta sẽ phải đối mặt với tình trạng hỗn loạn có thể khiến dự án của chúng ta phá sản hoàn toàn. Khi mà Prince, Michael Jackson hay Bob Dylan—tôi đảm bảo với các bạn!—lái xe tới và thấy một đám đông tập trung trước cửa phòng thu, anh ấy sẽ chẳng bao giờ bước vào đâu." Cùng đêm đó, trợ lý sản xuất và cũng là người sắp xếp giọng hát của Quincy Jones, Tom Bahler, được giao nhiệm vụ chọn từng giọng ca thích hợp cho mỗi câu hát solo. Bahler nói, "Việc này giống như được sắp xếp giọng hát trong một thế giới vốn đã hoàn hảo." Jones không đồng ý, nói rằng nhiệm vụ này giống như "cho một quả dưa hấu vào một chai Coca-Cola". Tối hôm sau, Lionel Richie tổ chức một buổi "họp dàn dựng" ở nhà riêng của anh, để thống nhất xem nghệ sĩ nào sẽ đứng ở đâu trong phòng thu.
Buổi thu âm cuối cùng của ca khúc diễn ra vào tối ngày 28 tháng 1 năm 1985, tại phòng thu A&M Recording Studios ở Hollywood. Michael Jackson tới lúc 9 giờ tối, sớm hơn các nghệ sĩ khác, để thu âm phần hát solo (đơn ca) của anh và thu âm một đoạn điệp khúc một mình. Sau đó các nghệ sĩ khác của USA for Africa mới tới phòng thu, trong đó có Ray Charles, Billy Joel, Diana Ross, Cyndi Lauper, Bruce Springsteen và Smokey Robinson. Cũng có mặt vào lúc đó là năm anh em nhà Jackson: Jackie, La Toya, Marlon, Randy và Tito. Nhiều người vừa trực tiếp trở về từ lễ trao giải thưởng âm nhạc Mỹ được tổ chức cùng đêm đó. Ca sĩ khách mời Prince, người dự định sẽ có một đoạn song ca cùng với Michael Jackson, không có mặt tại buổi thu âm. Có nhiều lý do được đưa ra để giải thích sự vắng mặt của anh. Một tờ báo cho rằng nam ca sĩ không muốn thu âm cùng các đồng nghiệp còn lại. Một báo khác tường thuật, vào thời điểm thu âm ca khúc "We Are the World", giải thích rằng ca sĩ này không muốn tham gia buổi thu âm vì Bob Geldof, thành viên ban tổ chức đã gọi anh ta là "một người đáng ghét" ("creep"). Tuy nhiên, Prince có đóng góp một ca khúc riêng có tựa đề "4 The Tears In Your Eyes" cho album We Are the World. Tổng cộng, có hơn 45 ca sĩ hàng đầu của nước Mỹ tham gia thu âm, và nhà sản xuất phải từ chối 50 người khác vì quá đông. Khi tới phòng thu, các nghệ sĩ nhìn thấy một tấm biển đính trên cửa ra vào với dòng chữ, "Xin hãy xem lại cái tôi của mình trước khi bước vào" (Please check your egos at the door). Ngoài ra họ còn được Stevie Wonder chào đón, ông tuyên bố rằng nếu ca khúc không được hoàn thành trong một lần thu, ông và Ray Charles, hai ca sĩ mù, sẽ lái xe chở mọi người về nhà.
-Bob Geldof nói chuyện với các ca sĩ đồng nghiệp trong siêu ban nhạc USA for Africa trong một trong số những buổi thu âm ca khúc "We Are the World" ngày 28 tháng 1 năm 1985.
Vào khoảng 10 rưỡi tối, các ca sĩ đứng vào vị trí đã sắp xếp sẵn của mình và bắt đầu hát. Vài tiếng sau Stevie Wonder nói rằng ông muốn thay âm thanh "sha-lum sha-lin-gay" bằng một câu hát tiếng Swahili. Đúng lúc này, Waylon Jennings rời phòng thu trong một khoảng thời gian ngắn trong khi một số người gợi ý nên hát ca khúc này bằng tiếng Swahili. Một cuộc tranh luận căng thẳng nổ ra, nhiều ca sĩ khác phản đối đề nghị này. Tiếng "sha-lum sha-lin-gay" cũng bị phản đối và sau đó đã được loại bỏ khỏi bài hát. Jennings trở về phòng thu và tham gia thu âm cùng, do đó sau này anh cũng được ghi tên. Cuối cùng, các ca sĩ tham gia quyết định sẽ tìm một câu hát nào đó có nghĩa bằng tiếng Anh để thay thế. Họ chọn hát câu "One world, Our children" (Một thế giới, những đứa trẻ của chúng ta), được hầu hết mọi người hưởng ứng.
Khoảng rạng sáng, hai người phụ nữ Ethiopia và là khách của Stevie Wonder, được đưa vào phòng thu—các nhà sản xuất đã quyết định sẽ trích một phần lợi nhuận thu được để hỗ trợ những nạn nhân chịu ảnh hưởng của nạn đói vừa xảy ra tại Ethiopia. Họ thay mặt đất nước mình cảm ơn các ca sĩ, khiến vài người cảm động khóc. Ca sĩ mù Wonder tìm cách làm cho không khí trở nên vui vẻ hơn bằng cách đùa rằng buổi thu âm đã cho ông cơ hội được "nhìn thấy" người bạn và cũng là một ca sĩ mù Ray Charles. "Chúng tôi dường như đã đâm sầm vào nhau vậy!" Các đoạn đơn ca (solo) của ca khúc được thu âm suôn sẻ mà không gặp bất cứ vấn đề gì. Bản thu hoàn chỉnh của ca khúc "We Are the World" được hoàn thành lúc 8 giờ sáng.

## Âm nhạc và cấu trúc bài hát
"We Are the World" được hát từ góc nhìn của ngôi thứ nhất, gợi cho người nghe tiếp thu thông điệp của bài hát nhờ việc hát đi hát lại từ we (chúng ta). Ca khúc được miêu tả là "một sự lay động tới lòng trắc ẩn của con người".
Những câu hát đầu tiên trong đoạn điệp khúc được lặp lại của bài hát, "We are the world, we are the children, we are the ones who make a brighter day, so let's start giving" (Chúng ta là một thế giới, chúng ta là những đứa trẻ, chúng ta là những người sẽ gây dựng nên tương lai tươi sáng hơn, vậy nên hãy bắt đầu biết sẻ chia). "We Are the World" mở đầu bằng giọng ca của Lionel Richie, Stevie Wonder, Paul Simon, Kenny Rogers, James Ingram, Tina Turner và Billy Joel hát đoạn một. Michael Jackson và Diana Ross nối tiếp, cùng nhau hát đoạn điệp khúc thứ nhất. Dionne Warwick, Willie Nelson và Al Jarreau hát đoạn hai, trước khi Bruce Springsteen, Kenny Loggins, Steve Perry và Daryl Hall hoà giọng trong đoạn điệp khúc thứ hai.
Đồng sáng tác Jackson, Huey Lewis, Cyndi Lauper và Kim Carnes tiếp tục với đoạn cầu nối (bridge) của bài hát. Cách cấu trúc ca khúc như thế này được nhận xét là đã "tạo ra cảm giác bất ngờ liên tiếp và khiến cho cảm xúc lên cao dần". "We Are the World" kết thúc bằng đoạn điệp khúc đầy đủ do Bob Dylan và Ray Charles thể hiện, Wonder và Springsteen song ca, và phần ngẫu hứng (ad libitum) của Charles và Ingram.
| Trích đoạn lời hát tiếng Anh | tạm dịch |
| --- | --- |
| There comes a time, When we heed a certain call, When the world must come together as one, There are people dying Oh, and it's time to lend a hand, To life, the greatest gift of all ...And the truth, you know, love is all we need ....When you're down and out, there seems no hope at all But if you just believe, there's no way we can fall Well, well, well, let us realize Oh, that a change can only come, When we stand together as one, yeah, yeah, yeah | Có lúc Chúng ta nghe thấy một lời kêu gọi, Khi thế giới phải đoàn kết lại cùng nhau, Có nhiều người đang chết Và đã đến lúc giúp đỡ một tay, Cho cuộc sống, món quà tuyệt vời nhất hơn tất cả ... Và thật ra, bạn biết đấy, tình thương yêu là tất cả những gì chúng ta cần ...Khi bạn sa cơ lỡ vận, có vẻ như chẳng còn gì để hy vọng Nhưng nếu bạn chỉ cần tin, chúng ta sẽ chẳng thất bại đâu Nào nào, chúng ta hãy nhận ra Rằng sự thay đổi chỉ có thể đến, nếu chúng ta đoàn kết cùng nhau, yeah, yeah |

## Các ca sĩ tham gia
Chỉ đạo
- Quincy Jones

| Các ca sĩ đơn ca (theo thứ tự biểu diễn) - Lionel Richie - Stevie Wonder - Paul Simon - Kenny Rogers - James Ingram - Tina Turner - Billy Joel - Michael Jackson - Diana Ross - Dionne Warwick - Willie Nelson - Al Jarreau - Bruce Springsteen - Kenny Loggins - Steve Perry - Daryl Hall - Huey Lewis - Cyndi Lauper - Kim Carnes - Bob Dylan - Ray Charles (ngoài ra còn chơi piano và keyboard) | Hát điệp khúc (theo thứ tự bảng chữ cái) - Dan Aykroyd - Harry Belafonte - Lindsey Buckingham - Mario Cipollina - Johnny Colla - Sheila E. - Bob Geldof - Bill Gibson - Chris Hayes - Sean Hopper - Jackie Jackson - La Toya Jackson - Marlon Jackson - Randy Jackson - Tito Jackson - Waylon Jennings - Bette Midler - John Oates - Jeffrey Osborne - Anita Pointer - June Pointer - Ruth Pointer - Smokey Robinson | Dàn nhạc - David Paich – nhạc cụ tổng hợp, nhạc sĩ - Michael Boddicker – nhạc cụ tổng hợp, lập trình - Paulinho da Costa – bộ gõ phụ - Louis Johnson – guitar bass - Michael Omartian – keyboard - Greg Phillinganes – keyboard - John Robinson – trống |  |

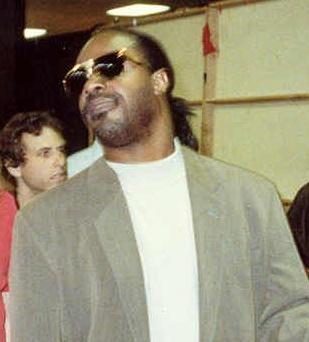
Stevie Wonder là một trong số các ca sĩ hát đơn ca trong "We Are the World".

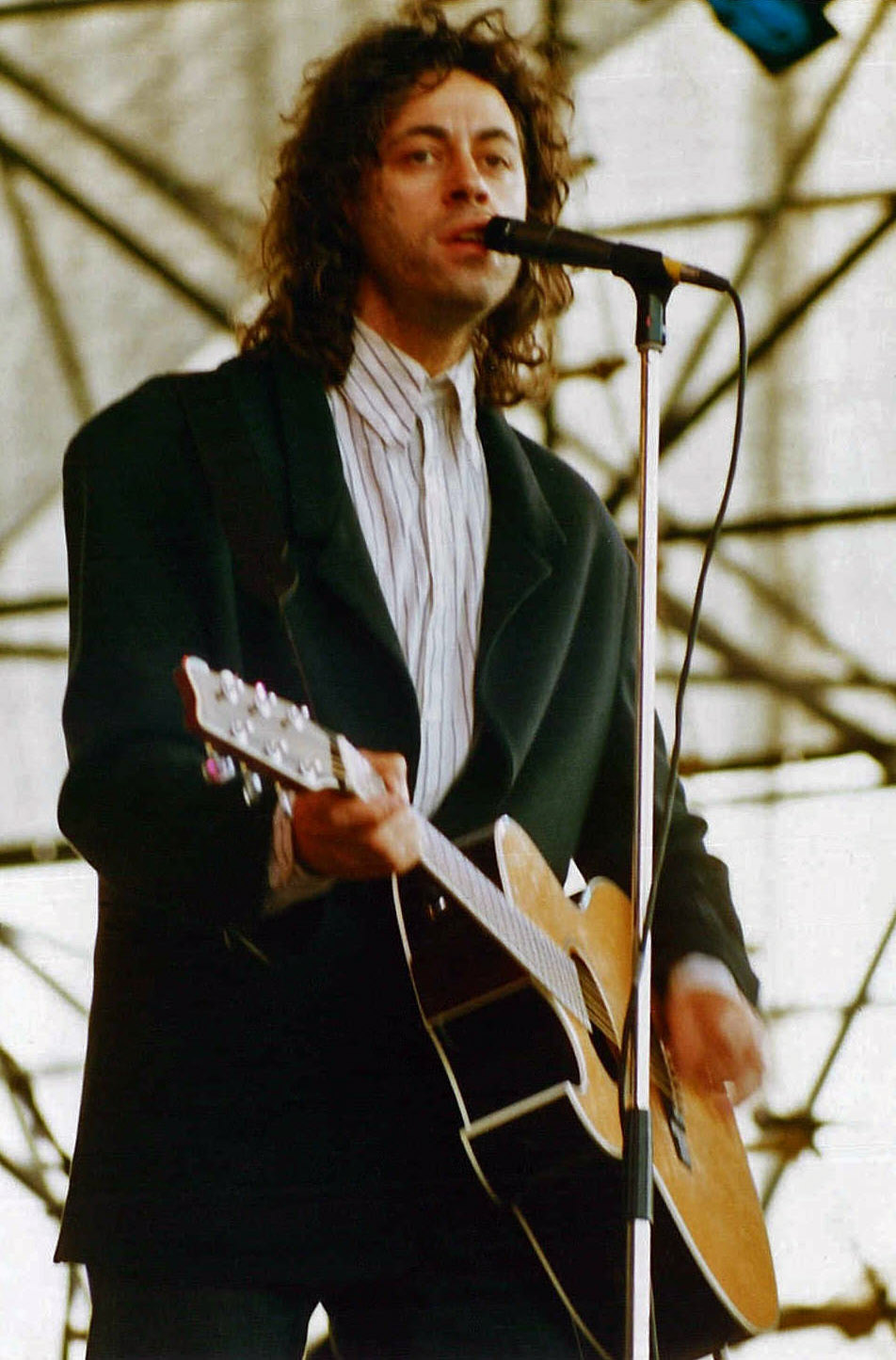
Bob Geldof, một trong những nghệ sĩ hoà giọng trong đoạn điệp khúc.

## Phát hành và phản hồi
Ngày 8 tháng 3 năm 1985, "We Are the World" được chính thức phát hành dưới dạng đĩa đơn ở cả hai định dạng 7" và 12". Bài hát này là đĩa đơn duy nhất được phát hành từ album We Are the World và đã gặt hái nhiều thành công trên các bảng xếp hạng âm nhạc toàn cầu. Ở Hoa Kỳ, ca khúc đứng đầu các bảng xếp hạng đĩa đơn R&B, bảng xếp hạng Hot Adult Contemporary Tracks và Billboard Hot 100. Trên bảng xếp hạng Billboard Hot 100, We Are the World giữ vị trí số một trong vòng một tháng. Trong tuần đầu tiên ra mắt, đĩa đơn đứng ở vị trí thứ 21 trên bảng xếp hạng Hot 100, thứ hạng cao nhất kể từ khi ca khúc "Thriller" của Michael Jackson mở màn ở vị trí số 20 trên bảng xếp hạng này một năm trước đó. Chỉ mất bốn tuần để bài hát vươn lên vị trí số một—bằng một nửa thời gian thông thường để các đĩa đơn lên tới thứ hạng cao nhất. Trong bốn tuần đầu trên bảng xếp hạng Hot 100, ca khúc vươn từ thứ hạng 21 lên 5 tới 2 và cuối cùng là 1. "We Are the World" có thể đã dẫn đầu Hot 100 sớm hơn, nếu không vì thành công của ca khúc "One More Night" của Phil Collins, vốn nhận được sự ủng hộ của một bộ phận đông đảo người yêu nhạc pop và rock. "We Are the World" cũng xuất hiện trên hai bảng xếp hạng khác của Billboard là Top Rock Tracks và Hot Country Singles và vị trí cao nhất của nó trên hai bảng xếp hạng này lần lượt là 27 và 76. Ca khúc cũng trở thành đĩa đơn đầu tiên sau "Let It Be" của The Beatles lọt vào Top 5 của Billboard chỉ sau hai tuần phát hành. Ngoài nước Mỹ, đĩa đơn cũng giành vị trí thứ nhất trên các bảng xếp hạng tại Australia, Pháp, Ireland, Ý, New Zealand, Hà Lan, Na Uy, Thuỵ Điển, Thuỵ Sĩ, Vương quốc Anh và đứng thứ hai tại Áo.
Đĩa đơn cũng là một thành công lớn về thương mại; lô hàng đầu tiên gồm 800.000 bản thu âm "We Are the World" bán hết chỉ sau ba ngày phát hành. Ca khúc trở thành đĩa đơn nhạc pop bán chạy nhất trong lịch sử nước Mỹ. Tại một cửa hàng của Tower Records trên Đại lộ Sunset ở Tây Hollywood, ca khúc đã bán được 1.000 bản chỉ trong hai ngày. Một nhân viên bán hàng tên là Richard Petitpas bình luận, "Một đĩa đơn đứng nhất trên bảng xếp hạng thường chỉ bán được 100 đến 125 bản một tuần. Doanh số như vậy thật sự tôi chưa từng thấy." Đến hết năm 1985, "We Are the World" trở thành đĩa đơn bán chạy nhất của năm. Năm năm sau đó ca khúc đã trở thành đĩa đơn bán chạy nhất thập niên 1980. "We Are the World" trở thành đĩa đơn bán chạy nhất trong lịch sử nước Mỹ cũng như lịch sử nhạc pop. Ca khúc cũng trở thành đĩa đơn đầu tiên trong lịch sử được chứng nhận bạch kim nhiều lần; nhận được chứng nhận 4× của Hiệp hội Công nghiệp ghi âm Hoa Kỳ. Doanh số toàn cầu ước tính của "We Are the World" được cho là khoảng 20 triệu.
Mặc dù gặt hái được nhiều thành công về thương mại, nhưng "We Are the World" chỉ nhận được đánh giá trung bình từ các nhà báo, nhà phê bình âm nhạc và công chúng sau khi được phát hành. Nhà báo người Mỹ Greil Marcus cho rằng ca khúc nghe như một bài hát quảng cáo của hãng Pepsi. Ông viết, "... việc lặp đi lặp lại liên tục câu hát 'There's a choice we're making' (Chúng ta đang đứng trước một sự lựa chọn) giống như câu khẩu hiệu của Pepsi 'The choice of a new generation' (Sự lựa chọn của thế hệ mới) ở chỗ, việc ca khúc được viết bởi hai nhạc sĩ đã ký hợp đồng với Pepsi, Michael Jackson và Lionel Richie, rõ ràng không phải là có chủ ý, và thậm chí vượt qua cả ranh giới của sự tình cờ." Marcus nói thêm, "Xét trong bối cảnh này, 'We Are the World' không nói đến Ethiopia nhiều bằng Pepsi—và kết quả thực sự không phải là những người dân Ethiopia sẽ được sống, hay nói chính xác hơn là sẽ được sống lâu hơn, mà là hãng Pepsi sẽ có được câu khẩu hiệu mới cho chiến dịch quảng cáo của họ, được Ray Charles, Stevie Wonder, Bruce Springsteen, và tất cả những người còn lại hát tặng miễn phí." Tác giả Reebee Garofalo đồng tình và bày tỏ quan điểm rằng câu hát "We're saving our own lives" (Chúng ta đang cứu lấy cuộc sống của chính mình) giống như một "biểu hiện của lối sống buông thả đến khó chịu". Ông cho rằng các ca sĩ của USA for Africa đang cho thế giới thấy "sự giúp đỡ của họ bằng cách hát về một vấn nạn mà họ chẳng bao giờ trải qua thay mặt cho những người họ chẳng bao giờ gặp".
Trái ngược với quan điểm trên, Stephen Holden viết cho thời báo The New York Times ca ngợi câu khẩu hiệu "There's a choice we're making, We're saving our own lives" (Chúng ta đang đứng trước một sự lựa chọn, chúng ta đang cứu lấy cuộc sống của chính mình). Ông bình luận rằng câu hát này đã khẳng định "một tầm cao mới của cảm xúc khi được thể hiện bởi những con người với năng lực huyền bí của những ngôi sao". Holden cho rằng ca khúc "đã là một chiến thắng lớn về mặt nghệ thuật và vượt qua cả mục đích ban đầu của nó". Ông lưu ý rằng khác với ca khúc "Do They Know It's Christmas" của Band Aid, các giọng hát trong "We Are the World" được "hoà quyện một cách khéo léo" và thể hiện được các đặc điểm riêng biệt của mỗi ca sĩ. Holden cuối cùng kết luận rằng "We Are the World" là "một bản ballad đơn giản nhưng hùng hồn" và là một "lời tuyên bố bằng nhạc pop xuất sắc ngay cả khi ca sĩ thu âm không phải là các ngôi sao âm nhạc".
Ca khúc trở nên phổ biến cả trong giới thính giả trẻ và thính giả cao tuổi. Công chúng cảm thấy thoả mãn khi được nghe một siêu nhóm nhạc gồm rất nhiều nghệ sĩ hoà giọng trong cùng một bài hát, và thấy hài lòng khi mua các bản thu âm vì biết rằng đồng tiền họ bỏ ra sẽ được dùng để làm những việc có ích. Nhiều người nói rằng họ đã mua từ hai bản trở lên, một số thậm chí còn mua tới năm bản. Một bà mẹ đến từ Columbia, Missouri mua hai bản sao của ca khúc "We Are the World" đã nói rằng, "Ca khúc này thật xuất sắc dù cho nó có được sản xuất ra vì mục đích từ thiện hay không. Thật thú vị khi được nghe và nhận ra giọng của các ca sĩ. Và cảm giác ấy cũng thật tuyệt khi biết rằng bằng cách này tôi đang góp phần giúp đỡ những người đang gặp khó khăn."
Theo nhà phê bình âm nhạc đồng thời là người chắp bút tự truyện của Bruce Springsteen, Dave Marsh, "We Are the World" không được đón nhận rộng rãi trong cộng đồng nhạc rock. Tác giả tiết lộ rằng ca khúc không được coi trọng nó không làm được những gì mong đợi: "một bản thu phong cách rock, một sự phê phán tới chế độ chính trị đã gây ra đói nghèo, một cách để tìm hiểu tại sao nạn đói xảy ra, một sự đại diện đầy đủ cho vầng hào quang trên toàn thế giới của âm nhạc đại chúng thời hậu Presley". Marsh cũng bày tỏ rằng ông thấy một vài lời chỉ trích có lý, trong khi một số khác tỏ ra ngớ ngẩn. Ông cho rằng mặc dù rất tình cảm nhưng "We Are the World" vẫn là một sự kiện pop quy mô lớn với ý nghĩa chính trị quá mức.
Sau khi phát hành, "We Are the World" nhận được một số giải thưởng. Tại lễ trao giải Grammy năm 1986, ca khúc và video âm nhạc kèm theo chiến thắng ở bốn hạng mục: Thu âm của năm, Bài hát của năm, Trình diễn Song ca/Nhóm nhạc giọng pop xuất sắc nhất và Video âm nhạc ngắn hay nhất. Video âm nhạc của bài hát nhận được hai giải thưởng tại Giải Video âm nhạc của MTV năm 1985: Video nhóm hay nhất và Sự lựa chọn của người xem. Giải Sự lựa chọn của Công chúng vinh danh "We Are the World" ở hạng mục Bài hát mới được yêu thích năm 1986. Cùng năm đó, Giải thưởng Âm nhạc Mỹ vinh danh "We Are the World" là "Ca khúc của năm", và trao cho nhà tổ chức Harry Belafonte Giải thưởng Đánh giá cao. Khi nhận giải, Belafonte gửi lời cảm ơn tới Ken Kragen, Quincy Jones, và "hai nghệ sĩ, nếu không có món quà tuyệt vời của họ thì chúng tôi đã không thể có được nguồn cảm hứng như chúng tôi đang có bây giờ, ông Lionel Richie và ông Michael Jackson". Sau bài phát biểu trên, phần lớn trong số các nghệ sĩ của USA for Africa đã có mặt và tụ hội trên sân khấu, kết thúc lễ trao giải bằng ca khúc "We Are the World".

## Danh sách bài hát
Đĩa đơn vinyl:
1. "We Are the World" (USA for Africa) – 7:14
2. "Grace" (Quincy Jones) - 4:56

## Quảng bá
"We Are the World" được quảng bá bằng một video âm nhạc đi kèm, một băng video cassette, và một số sản phẩm phụ được bán rộng rãi cho công chúng như sách, áp phích, áo sơ mi và khuy áo. Tất cả lợi nhuận từ việc bán các sản phẩm chính thức USA for Africa sẽ được chuyển thẳng tới quỹ giảm thiểu đói nghèo. Hàng hoá đều bán chạy; băng video cassette—có tiêu đề We Are the World: The Video Event—kể lại quá trình sản xuất ca khúc, trở thành băng video bán chạy thứ chín của năm 1985. Băng do Howard G. Malley và Craig B. Golin sản xuất dưới sự giám sát của April Lee Grebb.
Video âm nhạc ghi lại khung cảnh buổi thu âm ca khúc "We Are the World" nhận được một số lời chỉ trích. Michael Jackson nói đùa trước khi ghi hình, "Mọi người sẽ nhận ra tôi ngay khi họ nhìn thấy đôi tất. Thử quay lại đôi tất của Bruce Springsteen xem có ai biết nó là của ai không." Jackson cũng bị chỉ trích vì ghi âm và ghi hình phần solo của anh riêng, tách biệt với các ca sĩ khác. Những người ủng hộ nam ca sĩ giải thích rằng Jackson là một người cầu toàn; thu âm trước những ca sĩ nổi tiếng khác sẽ khiến anh lo lắng và không thể thể hiện hết sức mình được. Anh cũng được mọi người biết đến với tính tình nhút nhát, và việc hát solo trước 44 nghệ sĩ tiếng tăm khác có thể sẽ khiến anh sợ hãi.
Ca khúc cũng được quảng bá bằng một ấn phẩm đặc biệt của tạp chí Life của Mỹ. Tạp chí này cũng là cơ quan truyền thông duy nhất được phép có mặt bên trong phòng thu A&M Recording Studios vào đêm 28 tháng 1 năm 1985. Tất cả các tổ chức truyền thông khác bị ngăn không cho đưa tin về sự kiện cho tới khi và trong khi thu âm "We Are the World". Life giật tít lớn về buổi thu âm trong số ra tháng 4 năm 1985. Ảnh một số ca sĩ tham gia USA for Africa được đăng lên trang bìa: Bob Dylan, Bruce Springsteen, Cyndi Lauper, Lionel Richie, Michael Jackson, Tina Turner và Willie Nelson. Bên trong cuốn tạp chí là hình ảnh các nghệ sĩ tham gia "We Are the World" đang làm việc và nghỉ giữa giờ.
Sau đó cùng năm, "We Are the World" được phát sóng trên radio toàn cầu dưới dạng một buổi phát thanh đồng thời quốc tế. Khi chuẩn bị ca khúc để phát sóng trên đài phát thanh địa phương, hai phát thanh viên của Georgia là Bob Wolf và Don Briscar nảy ra ý tưởng phát sóng ca khúc đồng thời trên toàn cầu. Họ mời hàng trăm đài phát sóng và phát thanh vệ tinh cùng tham gia. Vào sáng ngày 5 tháng 4 năm 1985 (Thứ sáu Tuần Thánh của năm đó) vào lúc 10:25 sáng, hơn 8000 đài phát thanh cùng phát sóng ca khúc trên khắp thế giới, bày tỏ sự ủng hộ việc giảm thiểu nạn đói ở Ethiopia. Khi ca khúc được phát sóng, hàng trăm người đã hát theo trên bậc thềm của Nhà thờ Thánh Patrick ở New York. Kế hoạch phát thanh đồng thời ca khúc "We Are the World" được lặp lại vào ngày Thứ sáu Tuần Thánh tiếp theo của năm sau đó.
"We Are the World" tiếp tục được quảng bá và đưa tin trên các phương tiện truyền thông vào ngày 25 tháng 5 năm 1986, khi ca khúc được phát trong thời gian diễn ra một sự kiện gây quỹ quan trọng được tổ chức trên toàn nước Mỹ. Hands Across America—dự án tiếp theo của USA for Africa—là một sự kiện trong đó hàng triệu người cùng nắm tay nhau trên khắp nước Mỹ. Sự kiện được tổ chức nhằm thu hút sự chú ý và quan tâm của cộng đồng tới những người đang bị đói và vô gia cư tại Hoa Kỳ. Đồng sáng tác ca khúc "We Are the World", Michael Jackson, muốn ca khúc này trở thành ca khúc chủ đề chính thức của sự kiện. Tuy nhiên các thành viên ban điều hành của USA for Africa đã bỏ phiếu phản đối nam ca sĩ, và sau đó quyết định sẽ cho sáng tác và phát hành một ca khúc khác cho sự kiện có tên gọi "Hands Across America". Khi được phát hành, ca khúc không có được thành công như "We Are the World" từng giành được, và quyết định sử dụng ca khúc mới đó làm ca khúc chủ đề chính thức của sự kiện đã dẫn tới việc Jackson—người đồng giữ quyền phát hành "We Are the World"—từ bỏ chức thành viên ban điều hành của USA for Africa.

## Hoạt động hỗ trợ nhân đạo

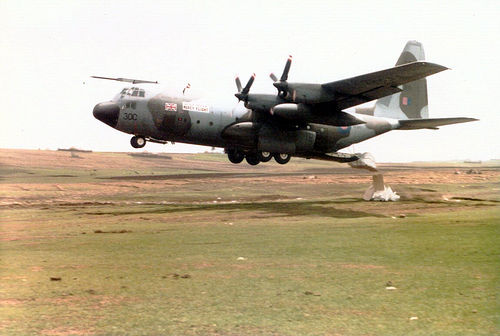
Một máy bay quân sự đang thả thực phẩm cứu trợ trong thời gian diễn ra nạn đói 1984–1985 ở Ethiopia.

Bốn tháng sau khi phát hành "We Are the World", USA for Africa đã thu về được gần 10,8 triệu USD. Phần nhiều trong đó đến từ doanh số bán đĩa ở Hoa Kỳ. Nhiều người cũng đã ủng hộ bằng tiền—được gần 1,3 triệu USD trong thời gian đó. Tháng 5 năm 1985, các quan chức của USA for Africa ước tính rằng họ đã bán được khoảng từ 45 đến 47 triệu USD hàng hoá chính thức trên khắp thế giới. Nhà tổ chức Ken Kragen tuyên bố rằng họ sẽ không chuyển toàn bộ khoản tiền này cùng một lúc. Thay vào đó, ông tiết lộ rằng quỹ sẽ nghiên cứu tìm ra một giải pháp dài hạn cho các vấn đề của châu Phi. "Chúng tôi có thể sử dụng toàn bộ khoản tiền này ngay lập tức. Có thể chúng tôi sẽ cứu được một số người trong ngắn hạn nhưng điều đó cũng giống như bạn chỉ phủ một lớp băng mỏng lên một vết thương lớn." Kragen lưu ý rằng các chuyên gia đã dự đoán rằng sẽ phải mất ít nhất từ 10 đến 20 năm để có thể tạo ra một chuyển biến nhỏ cho các vấn đề dài hạn của châu Phi.
Tháng 6 năm 1985, máy bay chở hàng đầu tiên của USA for Africa mang theo thực phẩm, thuốc men và quần áo bay tới Ethiopia và Sudan. Nó đỗ lại ở New York để nhập thêm 15.000 áo phông nữa. Trong số hàng cứu trợ này có bánh quy giàu protein và vitamin, thuốc, lều trại, chăn và thiết bị làm lạnh. Harry Belafonte, đại diện cho các nghệ sĩ của USA for Africa, tới thăm Sudan cùng tháng đó. Đây là điểm dừng chân cuối cùng trên chuyến thăm bốn nước của châu Phi của ông. Thủ tướng Tanzania Salim Ahmed Salim đã tới gặp và biểu dương Belafonte, nói với ông rằng, "Cá nhân tôi và toàn thể người dân Tanzania rất xúc động trước biểu hiện rõ nét của tình đoàn kết giữa con người với con người này."
Một năm sau khi "We Are the World" được phát hành, các nhà tổ chức thông báo rằng quỹ nhân đạo của USA for Africa đã gây được 44,5 triệu USD. Họ tỏ ra tin tưởng rằng họ sẽ đạt được mục tiêu ban đầu đề ra là gây quỹ được 50 triệu USD. Đến tháng 10 năm 1986, họ tiết lộ rằng mục tiêu 50 triệu USD đã đạt được và còn đang tiếp tục tăng (tương đương 133 triệu USD vào năm 2025); CBS Records đã chuyển cho USA for Africa một ngân phiếu trị giá 2,5 triệu USD, nâng tổng số tiền gây được lên 51,2 triệu USD. Sự kiện Hands Across America của USA for Africa cũng nhận được một số tiền ủng hộ lớn—khoảng 24,5 triệu USD cho những người đang bị thiếu đói ở Mỹ.
Tính từ khi phát hành, "We Are the World" đã gây quỹ được tổng cộng trên 63 triệu USD cho mục đích nhân đạo. Chín mươi phần trăm số tiền trên đã được sử dụng để hỗ trợ người dân châu Phi, cả ngắn hạn và dài hạn. Các mục tiêu dài hạn bao gồm nỗ lực để kiểm soát tình trạng sinh đẻ và sản xuất thực phẩm. Mười phần trăm còn lại được dành cho các chương trình hỗ trợ những người đang thiếu đói và vô gia cư ở Mỹ. Từ số tiền dành cho châu Phi, hơn 70 dự án phục hồi và phát triển đã được khởi xướng tại bảy quốc gia châu Phi. Các dự án này bao gồm hỗ trợ nông nghiệp, đánh bắt cá, quản lý nước, sản xuất và trồng rừng. Các chương trình đào tạo cũng được tổ chức tại các quốc gia châu Phi bao gồm Mozambique, Senegal, Chad, Mauritania, Burkina Faso và Mali.
Elias Kifle Maraim Beyene, một người sống sót sau nạn đói ở Ethiopia nhớ lại: "Tôi sẽ không bao giờ quên Michael Jackson bởi những đóng góp của anh với ca khúc We Are the World có ảnh hưởng rất lớn tới cuộc đời tôi. Rất nhiều người đã đổ bệnh và nhiều người khác thiệt mạng(...). Năm 1984 Michael Jackson, cùng với nhiều ca sĩ hàng đầu khác, đã thực hiện ca khúc We Are the World để gây quỹ hỗ trợ châu Phi. Chúng tôi đã nướng một chiếc bánh đặc biệt từ khoản tiền ấy(...). Khi bạn phải trải qua những thời khắc khó khăn như vậy bạn sẽ không bao giờ quên những sự kiện như thế. Nếu bạn nói chuyện với một người đã từng ở Addis Ababa thời đó họ đều biết Chiếc bánh mì Michael là gì và tôi sẽ nhớ tới nó cho đến hết cuộc đời mình.(...)" 

## Biểu diễn trực tiếp
"We Are the World" đã được các thành viên của USA for Africa biểu diễn trực tiếp trong một số dịp, cả theo nhóm và từng cá nhân. Một trong những buổi biểu diễn như vậy đầu tiên là vào năm 1985, trong đêm nhạc rock Live Aid, với hơn 100 nghệ sĩ hát trực tiếp trên sân khấu. Harry Belafonte và Lionel Richie tới dự bất ngờ màn trình diễn live này của ca khúc. Michael Jackson đáng lẽ cũng đã tham gia cùng các nghệ sĩ khác, nhưng lúc đó anh đang "chạy đua với thời gian trong phòng thu để hoàn thành một dự án mà anh đã cam kết tham gia", theo lời đại diện trả lời báo chí của Jackson, Norman Winter.
Một buổi lễ nhậm chức được tổ chức của Tổng thống mới đắc cử của Hoa Kỳ Bill Clinton vào tháng 1 năm 1993. Sự kiện được dàn dựng bởi những người bạn ở Hollywood của Clinton tại Đài tưởng niệm Lincoln và thu hút sự có mặt của hàng trăm nghìn người. Aretha Franklin, LL Cool J, Michael Bolton và Tony Bennett là một vài trong số những ca sĩ có mặt hôm đó. Jones nói, "Tôi chưa từng thấy nhiều nghệ sĩ nổi tiếng đến vậy, tham gia cùng nhau với tình yêu và sự hoà đồng đến như thế." Buổi lễ có tiết mục "We Are the World", với sự tham gia của Clinton, con gái ông Chelsea, và vợ ông Hillary cùng hát vang ca khúc với các nghệ sĩ Kenny Rogers, Diana Ross và Michael Jackson của USA for Africa. Edward Rothstein của tờ The New York Times bình luận về sự kiện này và nói rằng, "Hình ảnh đáng nhớ nhất có lẽ là của Ngài Clinton hát theo ca khúc 'We Are the World', vị Tổng thống đầu tiên khao khát theo kịp trào lưu [âm nhạc], dù không được."
Michael Jackson thể hiện ca khúc "We Are the World" dưới dạng một đoạn video dạo đầu ngắn trước tiết mục Heal the World của anh trong hai trên ba tour diễn vòng quanh thế giới, đó là tour diễn Dangerous World Tour từ năm 1992 đến 1993 (các buổi biểu diễn năm 1993 kéo dài phần dạo đầu này bằng phần thể hiện ca khúc của một số ca sĩ dự phòng trước khi video được phát) và tour diễn HIStory World Tour từ năm 1996 đến 1997. Anh dự định sẽ biểu diễn ca khúc trong các buổi hoà nhạc This Is It đánh dấu sự trở lại của anh tại Đấu trường O2 ở Luân Đôn trong năm 2009 và 2010 với các ca sĩ hát hỗ trợ của mình cùng nghệ sĩ guitar: Orianthi Panagaris.
Michael Jackson qua đời vào tháng 6 năm 2009 do ngưng tim. Lễ tang của anh được tổ chức vài ngày sau đó vào ngày 7 tháng 7, nhiều nguồn tin cho rằng buổi lễ đã được trên một tỷ người trên khắp thế giới theo dõi. Kết thúc buổi lễ là các tiết mục đồng ca của hai ca khúc tên tuổi của Jackson, "We Are the World" và "Heal the World". Darryl Phinnessee chỉ đạo phần trình diễn ca khúc "We Are the World", ông đã gắn bó và làm việc với Jackson từ cuối thập niên 1980. Tiết mục này cũng có sự tham gia của người đồng sáng tác Lionel Richie và gia đình của Jackson, bao gồm cả các con anh. Sau buổi biểu diễn này, "We Are the World" một lần nữa lọt vào các bảng xếp hạng Hoa Kỳ, lần đầu tiên kể từ khi ca khúc được phát hành năm 1985. Bài hát đứng ở vị trí thứ 50 trên bảng xếp hạng Hot Digital Songs của Billboard.

## 25 for Haiti

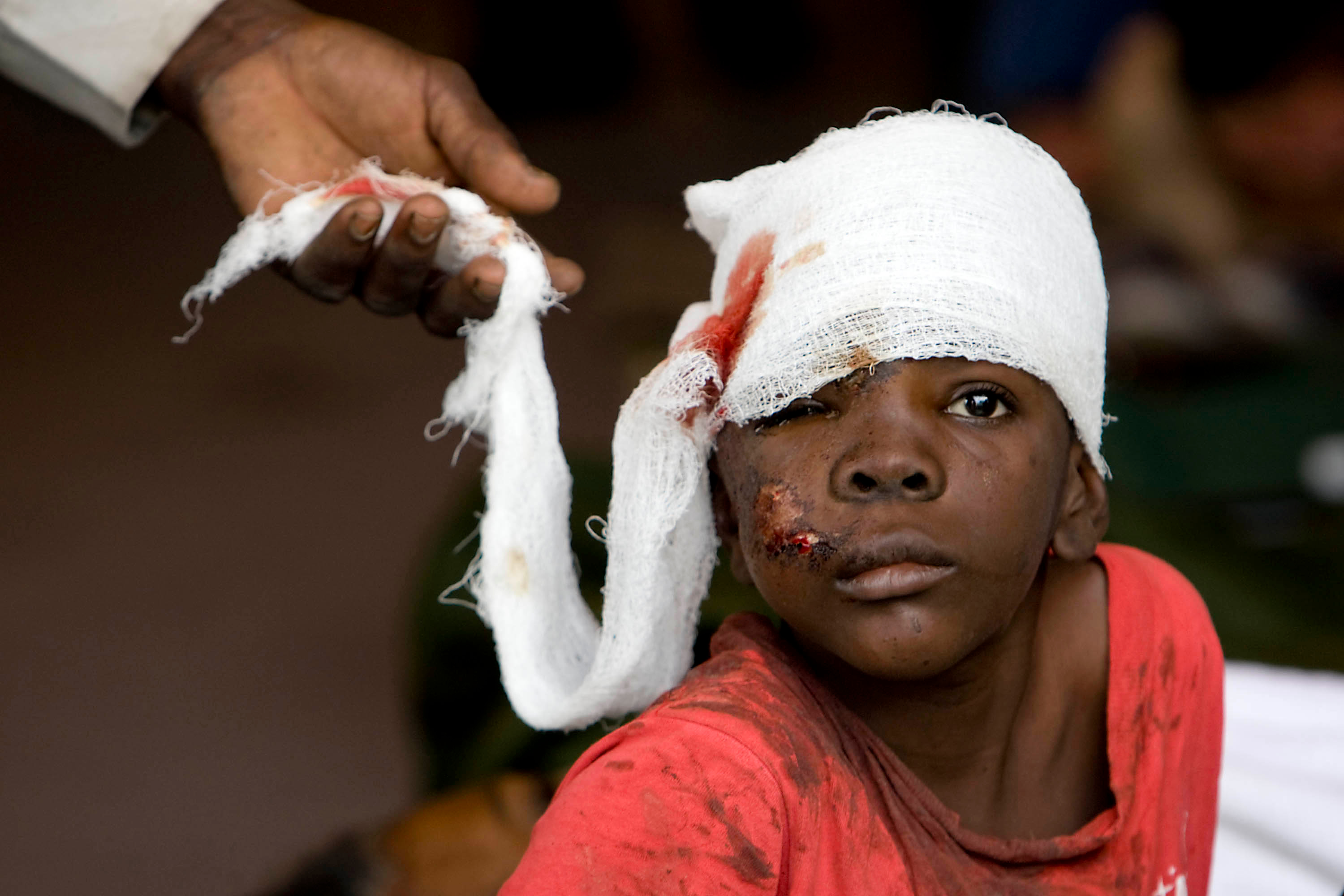
Một trong hàng trăm nghìn người thiệt mạng hoặc bị thương trong trận động đất ở Haiti.

Ngày 12 tháng 1 năm 2010, một trận động đất mạnh 7,0 MW (tương đương 7,0 độ Richter) xảy ra tại Haiti và là trận động đất mạnh nhất xảy ra tại quốc gia này trong hơn 200 năm qua. Tâm chấn của trận động đất nằm ngay bên ngoài thủ đô của Haiti là Port-au-Prince. Hơn 230.000 người được chính phủ Haiti xác nhận đã thiệt mạng do thảm hoạ và khoảng 300.000 người bị thương. Khoảng 1,2 triệu người bị mất nhà cửa và việc thiếu chỗ ở tạm thời được cho là sẽ dẫn tới bùng nổ nhiều dịch bệnh.
Để quyên góp tiền ủng hộ cho các nạn nhân của trận động đất, một phiên bản mới của "We Are the World" quy tụ các ngôi sao nổi tiếng trong ngành giải trí được thu âm vào ngày 1 tháng 2 năm 2010 và phát hành vào ngày 12 tháng 2 năm 2010. Hơn 75 nghệ sĩ đã đến tham gia buổi thu âm mới được tổ chức tại chính phòng thu nơi bản thu gốc được thu âm vào năm 1985. Phiên bản mới có sửa đổi đôi chỗ ở phần lời ca và bổ sung một đoạn rap nói về Haiti. Em gái của Michael Jackson là Janet có màn song ca với em trai của mình trong bài hát, theo yêu cầu của mẹ Jackson là bà Katherine. Trong cả bài hát và băng video, tư liệu lưu trữ về Michael Jackson khi sản xuất bản thu năm 1985 cũng đã được sử dụng.
Ngày 20 tháng 2 năm 2010, một phiên bản khác không phải do những ngôi sao nổi tiếng thực hiện có tên gọi "We Are the World 25 for Haiti (phiên bản YouTube)", được đăng trên website chia sẻ video YouTube. Ca sĩ-nhạc sĩ và nhân vật Internet Lisa Lavie đã lên ý tưởng và tổ chức buổi cộng tác trực tuyến với 57 nghệ sĩ tự do và nghệ sĩ độc lập trên YouTube đến từ khắp nơi trên thế giới. Phiên bản YouTube năm 2010 của Lavie, bản hát lại của ca khúc gốc năm 1985, bỏ đoạn rap và giảm thiểu tối đa hiệu ứng của thiết bị Auto-tune, vốn là hai thành phần đã làm nên điểm khác biệt của phiên bản hát lại 2010 do những ngôi sao nổi tiếng thực hiện. Một phiên bản hát lại khác cũng ra mắt năm 2010 là ca khúc "Somos El Mundo" bằng tiếng Tây Ban Nha. Bài hát do Emilio Estefan và vợ ông là Gloria Estefan sáng tác, và do Emilio, Quincy Jones và Univision Communications, công ty tài trợ cho dự án này.

## Giá trị
"We Are the World" được công nhận là một bài hát có ý nghĩa chính trị quan trọng, đã "tập trung sự chú ý chưa từng có của quốc tế tới các vấn đề tại châu Phi", và tạo ra một xu thế chung để các nghệ sĩ trên toàn thế giới noi theo. Theo nhà báo Stephen Holden viết cho tờ The New York Times, kể từ khi "We Are the World" được phát hành, đã có những cuộc vận động trong giới làm âm nhạc đại chúng để cổ động việc sáng tác các ca khúc đề cập tới những vấn đề nhân đạo. "We Are the World" cũng có ảnh hưởng tới cách sáng tác âm nhạc và ý nghĩa lời ca, cho thấy rằng các nghệ sĩ với phong cách âm nhạc và chủng tộc khác nhau có thể cùng hợp tác một cách sáng tạo và hiệu quả. Tạp chí Ebony miêu tả buổi thu âm tối ngày 28 tháng 1 mà Quincy Jones đã tập hợp được một nhóm nhạc gồm các nghệ sĩ thuộc nhiều chủng tộc khác nhau, là "một giây phút quan trọng của âm nhạc thế giới đã cho thấy rằng cùng nhau chúng ta có thể thay đổi thế giới". "We Are the World", cùng với các đêm nhạc Live Aid và Farm Aid, đã cho thấy rằng nhạc rock không chỉ đơn thuần là một phương tiện giải trí, mà còn có thể trở thành một cuộc vận động chính trị và xã hội. Nhà báo Robert Palmer lưu ý rằng những ca khúc và sự kiện như vậy có khả năng lan toả tới mọi người khắp nơi trên thế giới, gửi tới họ một thông điệp, và mang lại nhiều kết quả.
Sau "We Are the World", đã có nhiều ca khúc được thu âm theo hình thức tương tự, nhằm mục đích hỗ trợ các nạn nhân của đói nghèo trên khắp toàn cầu. Một ví dụ điển hình là siêu nhóm nhạc gồm các nghệ sĩ Latin tự xưng là "Hermanos del Tercer Mundo", hay "Brothers of the Third World" (Những người anh em của thế giới thứ ba). Trong siêu nhóm nhạc này có các ca sĩ Julio Iglesias, José Feliciano và Sérgio Mendes. Ca khúc về đề tài giảm thiểu đói nghèo của họ được thu âm trong cùng phòng thu với "We Are the World". Một nửa lợi nhuận thu được từ đĩa đơn từ thiện này được chuyển tới quỹ của USA for Africa. Số tiền còn lại được dùng giúp đỡ các quốc gia Mỹ Latinh đang gặp khó khăn.
Lễ kỉ niệm 20 năm ra mắt "We Are the World" được tổ chức vào năm 2005. Các đài phát thanh trên toàn thế giới thể hiện sự cảm phục với ca khúc của Michael Jackson, Lionel Richie và siêu ban nhạc USA for Africa bằng việc cùng nhau phát sóng đồng thời ca khúc từ thiện này. Cùng với buổi phát sóng đó, dấu mốc 20 năm còn được đánh dấu bằng việc phát hành bộ 2 đĩa DVD có tên gọi We Are the World: The Story Behind the Song (We Are the World: Câu chuyện phía sau ca khúc). Ken Kragen phát biểu rằng lý do tổ chức buổi phát thanh đồng thời và phát hành đĩa DVD không phải là để USA for Africa tự khen mình vì đã làm được điều kỳ diệu, mà là "để quyên góp thêm [cho quỹ từ thiện]. Đó là tất cả lý do để chúng tôi thực hiện việc này." Harry Belafonte cũng bình luận về lễ kỉ niệm 20 năm của ca khúc. Nhà làm giải trí này khẳng định "We Are the World" đã "đứng vững trước thử thách của thời gian"; tất cả những ai đã sống trong thời kỳ ấy bây giờ ít nhất đều có thể ngâm nga theo giai điệu của ca khúc.

## Xếp hạng và chứng nhận doanh số
| Bảng xếp hạng (1985)                             | Vị trí cao nhất |
| ------------------------------------------------ | --------------- |
| Áo (Ö3 Austria Top 40)                           | 2               |
| Bỉ (Ultratop 50 Flanders)                        | 1               |
| Canada Adult Contemporary (RPM)                  | 1               |
| Canada Top Singles (RPM)                         | 1               |
| Phần Lan (Suomen virallinen lista)               | 1               |
| Pháp (SNEP)                                      | 1               |
| Đức (GfK)                                        | 2               |
| Ireland (IRMA)                                   | 1               |
| Hà Lan (Dutch Top 40)                            | 1               |
| New Zealand (Recorded Music NZ)                  | 1               |
| Na Uy (VG-lista)                                 | 1               |
| Nam Phi (RiSA)                                   | 1               |
| Tây Ban Nha (AFYVE)                              | 1               |
| Thụy Điển (Sverigetopplistan)                    | 1               |
| Thụy Sĩ (Schweizer Hitparade)                    | 1               |
| Anh (OOC)                                        | 1               |
| Hoa Kỳ Hot Country Songs (Billboard)             | 76              |
| Hoa Kỳ Billboard Hot 100                         | 1               |
| Hoa Kỳ Hot Adult Contemporary Tracks (Billboard) | 1               |
| Hoa Kỳ Hot Dance Music/Maxi-Singles (Billboard)  | 1               |
| Hoa Kỳ Hot Mainstream Rock Tracks (Billboard)    | 27              |
| Hoa Kỳ R&B Singles Chart (Billboard)             | 1               |
| Úc (Kent Music Report)                           | 1               |
| Ý (FIMI)                                         | 1               |

| Quốc gia                                                                           | Chứng nhận  | Số đơn vị/doanh số chứng nhận |
| ---------------------------------------------------------------------------------- | ----------- | ----------------------------- |
| Canada (Music Canada)                                                              | 3× Bạch kim | 300.000^                      |
| Phần Lan (Musiikkituottajat)                                                       |             | 7.750                         |
| Pháp (SNEP)                                                                        | Bạch kim    | 965.000                       |
| Ý (FIMI)                                                                           | Vàng        | 15.000‡                       |
| Nhật Bản (RIAJ)                                                                    |             | 311.000                       |
| Anh Quốc (BPI)                                                                     | Bạc         | 250.000^                      |
| Hoa Kỳ (RIAA)                                                                      | 4× Bạch kim | 8.000.000^                    |
| Tổng doanh số được chứng nhận:                                                     |             | 9.555.000                     |
| * Chứng nhận dựa theo doanh số tiêu thụ. ^ Chứng nhận dựa theo doanh số nhập hàng. |             |                               |